# Birô de serviços

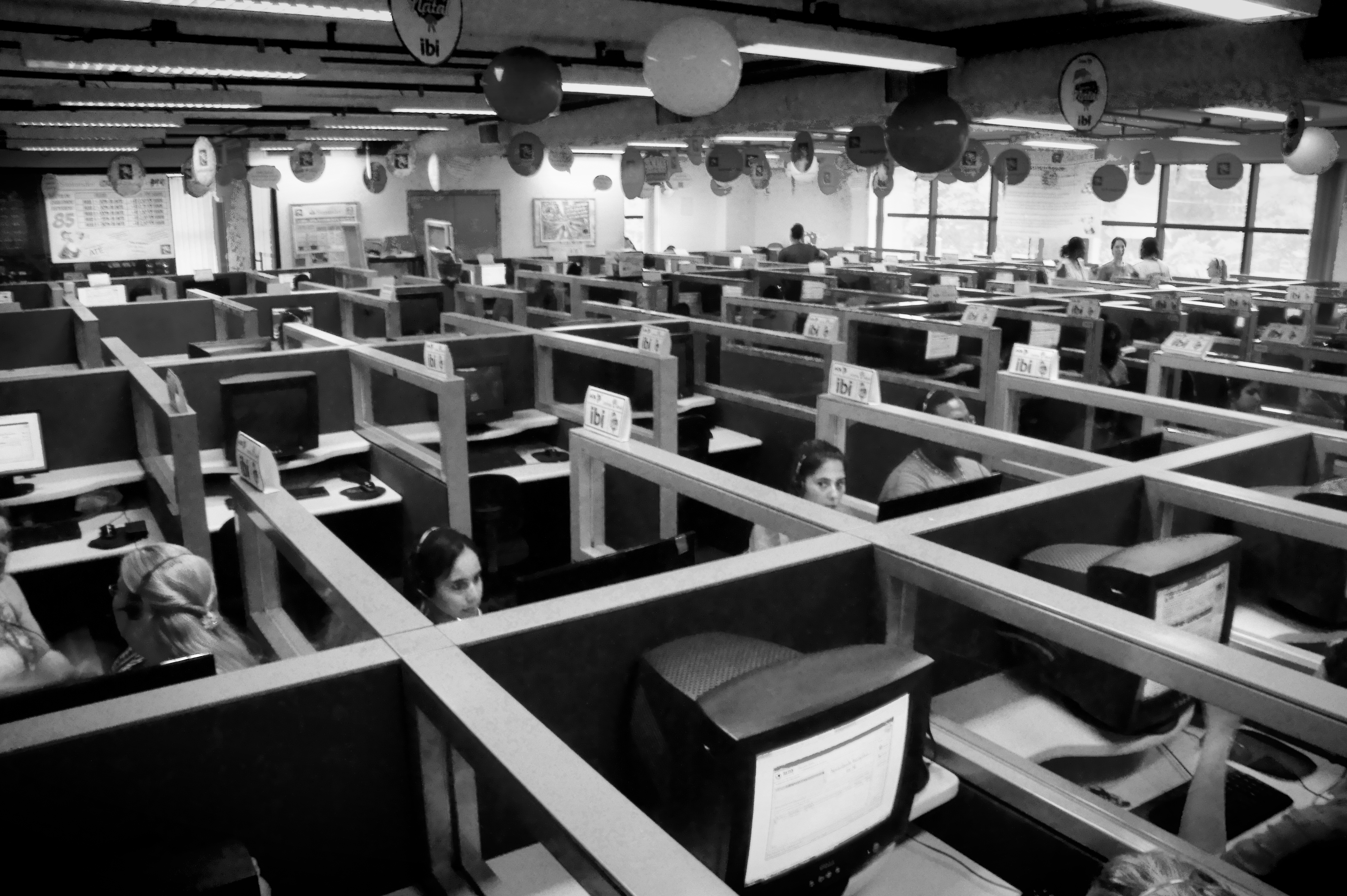
Um call center em São Paulo, 2012.

Um birô de serviços ou agência de outsourcing, é uma empresa que fornece serviços empresariais mediante o pagamento de uma taxa. O termo tem sido amplamente utilizado para descrever serviços baseados em tecnologia para empresas de serviços financeiros, particularmente bancos. Os birôs de serviços são um setor significativo na crescente indústria de impressão 3D, que permite aos clientes tomar a decisão de comprar seu próprio equipamento ou terceirizar a produção. Os clientes de birôs de serviços normalmente não têm escala ou experiência para incorporar esses serviços em suas operações internas e preferem terceirizá-los para um birô de serviços. Os serviços terceirizados de folha de pagamento e telemarketing ativo ou receptivo, suporte de TI, e help desk, constituem serviços comumente fornecidos por birôs de serviços.

## Modelo de negócios
Um escritor descreveu o cliente ideal de uma agência de serviços como alguém que precisa apenas do básico, com um mínimo de personalização. Para seus clientes, um birô de serviços oferece uma combinação de experiência em tecnologia, processos e domínio de negócios. O modelo de negócios do birô depende da capacidade de produzir serviços e implantá-los em volume para uma grande base de clientes. No contexto moderno, a tecnologia torna-se muitas vezes um facilitador essencial para alcançar esta escala.